# D-metric módszer
A D-metric módszer egy olyan pénzforgalmi módszer, amely egy ország készpénzállományának ideális legkisebb és legnagyobb címletét a napi átlagjövedelem alapján határozza meg.

## Alapelvek
A módszert L. C. Payne és H. M. Morgan publikálta 1981-ben, majd John Barry fejlesztette tovább 1994-ben. Az elmélet nagyon egyszerű képletet ad az ideális címletösszetétel meghatározásához (ideális az a címletösszetétel, amely a legkisebb mennyiségű bankjeggyel és érmével elégíti ki a készpénzforgalom igényeit). Ha a napi átlagjövedelem (angolul: amount of the average day's pay) összege D, akkor a legkisebb fémpénz címlete közelítőleg D/5000, a legnagyobb papírpénzé pedig körülbelül 5D kell legyen. A papírpénzek és fémpénzek közötti határ az elmélet szerint ideális esetben D/20 és D/50 közé esik. Barry emellett azt javasolja, hogy az egymást követő címletek értéke duplázódjon, vagyis a növekvő címletek egy logaritmikus skálát kövessenek. Figyelembe véve, hogy a címleteknek lehetőleg kerek számoknak kell lenniük, ez legjobban a következő sorozattal közelíthető meg: 1; 2; 5; 10; 20; 50 … (de majdnem ilyen jó az 1; 2½; 5; 10; 25; 50 … vagy az 1; 3; 5; 10; 25; 50 … sorozat is.)

## Hazai alkalmazása
A forint címletösszetételének meghatározásakor is figyelembe vették a D-metric módszert. Magyarországon a napi átlagjövedelem 2022-ben 17 410 forint volt, így az elmélet szerint ideális esetben a következő lenne a címletösszetétel:
|                      | D-érték | Számított érték | Valós érték | Ideális érték |
| -------------------- | ------- | --------------- | ----------- | ------------- |
| Legkisebb érme       | D/5000  | 3,48 Ft         | 5 Ft        | 5 Ft          |
| Legnagyobb érme      | D/50    | 348,20 Ft       | 200 Ft      | 500 Ft        |
| Legkisebb papírpénz  | D/20    | 870,50 Ft       | 500 Ft      | 1000 Ft       |
| Legnagyobb papírpénz | 5D      | 87 050 Ft       | 20 000 Ft   | 100 000 Ft    |

## Kritika
Az elméletet többen kritizálták, kiemelve, hogy az ideális címletösszetételt a napi átlagjövedelem mellett még egy sor tényező is befolyásolja (például a készpénzes tranzakciók átlagos összege). Kiemelték továbbá, hogy (a publikáció idején) kevés fejlett ország készpénze felel meg az elméletnek, maga Új-Zéland sem, ahol a cikket publikálták. Másrészről a publikáció óta már mintegy 35 ország (köztük Magyarország is) alkalmazta a módszert. A módszer további fogyatékossága, hogy nem képes megjósolni, hogy készpénzből, illetve ezen belül az egyes címletekből mekkora mennyiségben lesz valójában szükség.